# Iodixanol
Iodixanol là một chất phóng xạ không ion (dạng chất phân cân chuỗi Cacbon khác chất phân lệch chuỗi Cacbon, khác chất phân thứ chuỗi Cacbon, khác chất phân tầng chuỗi Cacbon v.v...) có chứa ion. Nó được bán dưới tên thương mại Visipaque; nó cũng được bán dưới dạng môi trường gradient mật độ dưới tên OptiPrep. Visipaque thường được sử dụng như một tác nhân cản quang trong chụp động mạch vành. Nó là chất tương phản iso-osmolar duy nhất, với độ thẩm thấu là 290 mOsm/kg H 2 O, giống như máu. Nó được bán ở 2 nồng độ chính 270 mgI/ml và 320 mgI/ml - do đó có tên Visipaque 270 hoặc 320. Nó được bán theo đơn vị liều đơn và một chai nhựa lớn 500ml để pha chế đa liều.
Ban đầu nó được sản xuất bởi Nycomed, sau đó được sát nhập với Amersham, cuối cùng được Jeff Immelt mua lại để trở thành GE Health. Phần lớn Visipaque được sản xuất tại Cork, Ireland, với các nhà máy bổ sung ở Trung Quốc và Oslo. Tất cả bột số lượng lớn Iodixanol được sản xuất tại Na Uy bởi GE Health.
Một sản phẩm rất giống cũng được sản xuất bởi GE Health là Omnipaque (Iohexol là thuốc).
Iodixanol cũng là thành phần hoạt động trong một số sản phẩm 'đệm' được sử dụng trong quá trình ly tâm tinh dịch của con ngựa. Nó được xếp lớp bên dưới tinh dịch của con ngựa kéo dài cho phép sử dụng lực g cao hơn với ít tổn thương tinh trùng hơn và tốc độ phục hồi tốt hơn. Sau khi ly tâm, phần nổi phía trên và phần đệm bên dưới được loại bỏ, để lại một viên tinh trùng cô đặc trong ống hình nón.. Trong những công việc phối giống. Tăng năng suất sinh sản cho vật nuôi.